# Canonizzazione di John Henry Newman

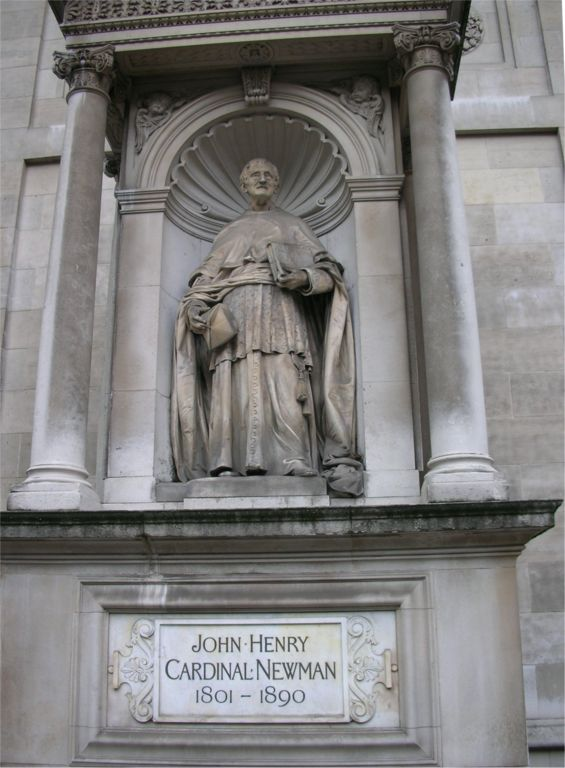
Statue fuori la Church of the Immaculate Heart of Mary, popolarmente conosciuta come Brompton Oratory, a Londra

John Henry Newman (21 febbraio 1801 – 11 agosto 1890) fu un teologo e cardinale che si convertì al cattolicesimo dall'anglicanesimo nell'ottobre del 1845. Nella prima parte della sua vita, egli era la figura di spicco del Movimento di Oxford per portare la Chiesa d'Inghilterra sui suoi passi. Alla fine, i suoi studi storici lo persuasero a convertirsi al cattolicesimo. La canonizzazione fa di Newman il primo inglese, vissuto in Inghilterra dalla Riforma del XVI secolo, ad essere riconosciuto come santo dalla Chiesa Cattolica. Nel 1991, Newman fu proclamato "venerabile" dalla Congregazione per le Cause dei Santi, che è il primo passo nel processo di canonizzazione. Fu beatificato il 19 settembre 2010 durante una messa all'aperto in Birmingham da Papa Benedetto XVI e canonizzato da papa Francesco il 13 ottobre 2019.

## Il processo di canonizzazione

### La strada verso la beatificazione
Un fascicolo per la beatificazione di Newman fu aperto per la prima volta nel 1958. Nel 1991, Newman fu proclamato venerabile dopo un attento esame della sua vita e delle sue opere dalla Congregazione per le Cause dei Santi. Un miracolo attribuito all'intercessione di Newman fu richiesto per essere verificato, pienamente investigato e approvato dal Vaticano prima che egli potesse essere beatificato. Un secondo miracolo sarebbe poi necessario per la sua canonizzazione.
Nell'Ottobre 2005 Paul Chavasse, rettore dell'Oratorio di Birmingham, che è il postulatore responsabile per la causa, annunciò che una cura miracolosa era stata verificata.
Jack Sullivan, un diacono di Marshfield nel Massachusetts, attribuì la sua guarigione da una malattia del midollo spinale a Newman. Il miracolo annunciato avvenne nella giurisdizione dell'Arcidiocesi di Boston, la cui responsabilità era quella di determinare la sua validità. Nell'agosto del 2006, l'arcivescovo di Boston Sean Patrick O'Malley annunciò che egli stava passando informazioni dettagliate al Vaticano.

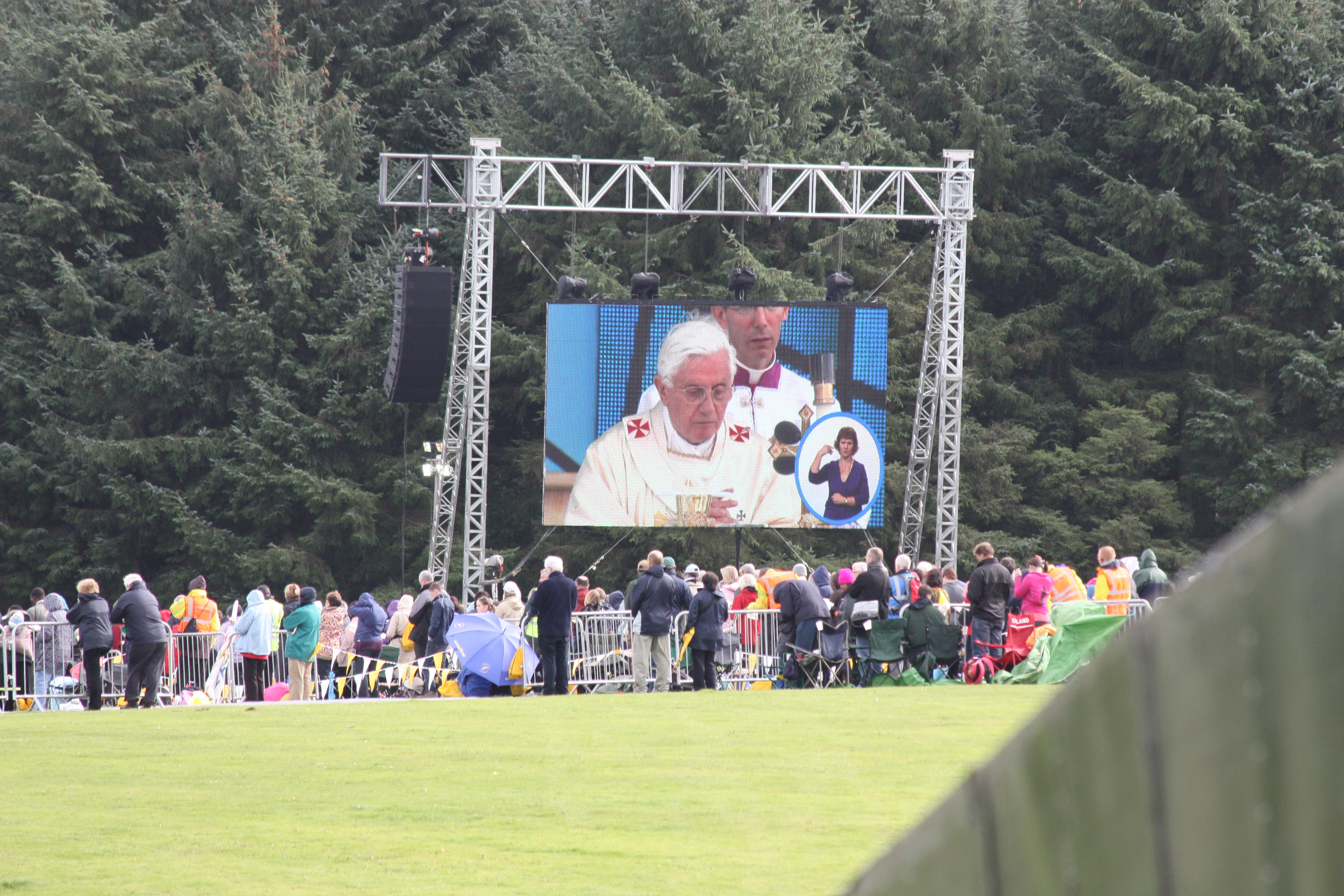
Papa Benedetto su un maxi-schermo durante la celebrazione della messa a Cofton Park.

Il 24 aprile del 2008, l'addetto stampa dei Padri dell'Oratorio di Birmingham riportò che la consulta medica presso la Congregazione per le Cause dei Santi si era riunita quel giorno e aveva votato all'unanimità che la guarigione di Sullivan rifuggiva ogni spiegazione scientifica o medica. La questione della genuinità del presunto miracolo andò poi al gruppo dei consultori teologici, che all'unanimità concordarono nel riconoscere il miracolo un anno più tardi il 24 aprile 2009.
Il voto della consulta, che presumibilmente è stato verificato dai prelati membri della Congregazione, permise a Papa Benedetto XVI di beatificare Newman in una data di sua scelta in seguito all'incontro con il Prefetto della Congregazione per le Cause dei Santi (allora il cardinale Angelo Amato) per formalmente approvare il voto della Congregazione. Il 3 luglio 2010, Papa Benedetto riconobbe la guarigione del diacono Jack Sullivan nel 2001 come un miracolo, risultato attraverso l'intercessione del Venerabile Servo di Dio John Henry Newman. Questa decisione aprì la strada per la beatificazione di Newman, che avvenne il 19 settembre 2010.
Benché originariamente fosse stato annunciato che Newman sarebbe stato beatificato in una messa all'aperto all'Aeroporto di Coventry, la sede fu più tardi cambiata con Cofton Park in Longridge. Perciò fu durante la prima visita papale nel Regno Unito che Papa Benedetto stesso celebrò la beatificazione il 19 settembre 2010.

### Passi verso la canonizzazione
Un secondo miracolo è necessario che sia confermato prima che Newman possa essere canonizzato come santo. La Sacra Congregazione per le Cause dei Santi è attesa a considerare il caso di un sedicenne residente nel New Hampshire, che guarì completamente dalle numerose e gravi ferite dopo un incidente stradale dopo aver invocato Newman. La Radio Vaticana annunciò che il 3 luglio 2009 Papa Benedetto autorizzò il Cardinale Angelo Amato, allora Prefetto per la Congregazione delle Cause dei Santi, di promulgare decreti sul progresso di numerose persone che sarebbero state dei santi cattolici, incluso Newman. Ciò incluse un riconoscimento della validità del miracolo di Newman a Boston, effettivamente dichiarando la sua beatificazione imminente.

### Spostamento dei resti
Nel 2008, il Vaticano decise di attuare il piano per spostare i resti di Newman dal The Lickey Hills, vicino a Rednal nel Worcestershire dove erano state sepolte, all'Oratorio nel centro della città di Birmingham in attesa di essere dichiarato santo. Lo spostamento richiese il precedente permesso dal Ministero della Giustizia; in preparazione l'area era racchiusa da una recinzione d'acciaio che incorporava la casa di campagna dell'Oratorio, una cappella mortuaria e un piccolo cimitero che conteneva la sua tomba comune con l'amico e confratello Ambrose St. John.
La pianificata esumazione e lo spostamento dei resti di Newman furono finalmente accordati dalle autorità del Regno Unito come un caso speciale, dal momento che la legge britannica proibisce la rimozione di un corpo da un cimitero ad una tomba in una chiesa. Il permesso fu finalmente garantito l'11 agosto 2008, il 118º anniversario della morte di Newman avvenuta nel 1890, per mettere lo spostamento da parte degli imprenditori delle pompe funebri.

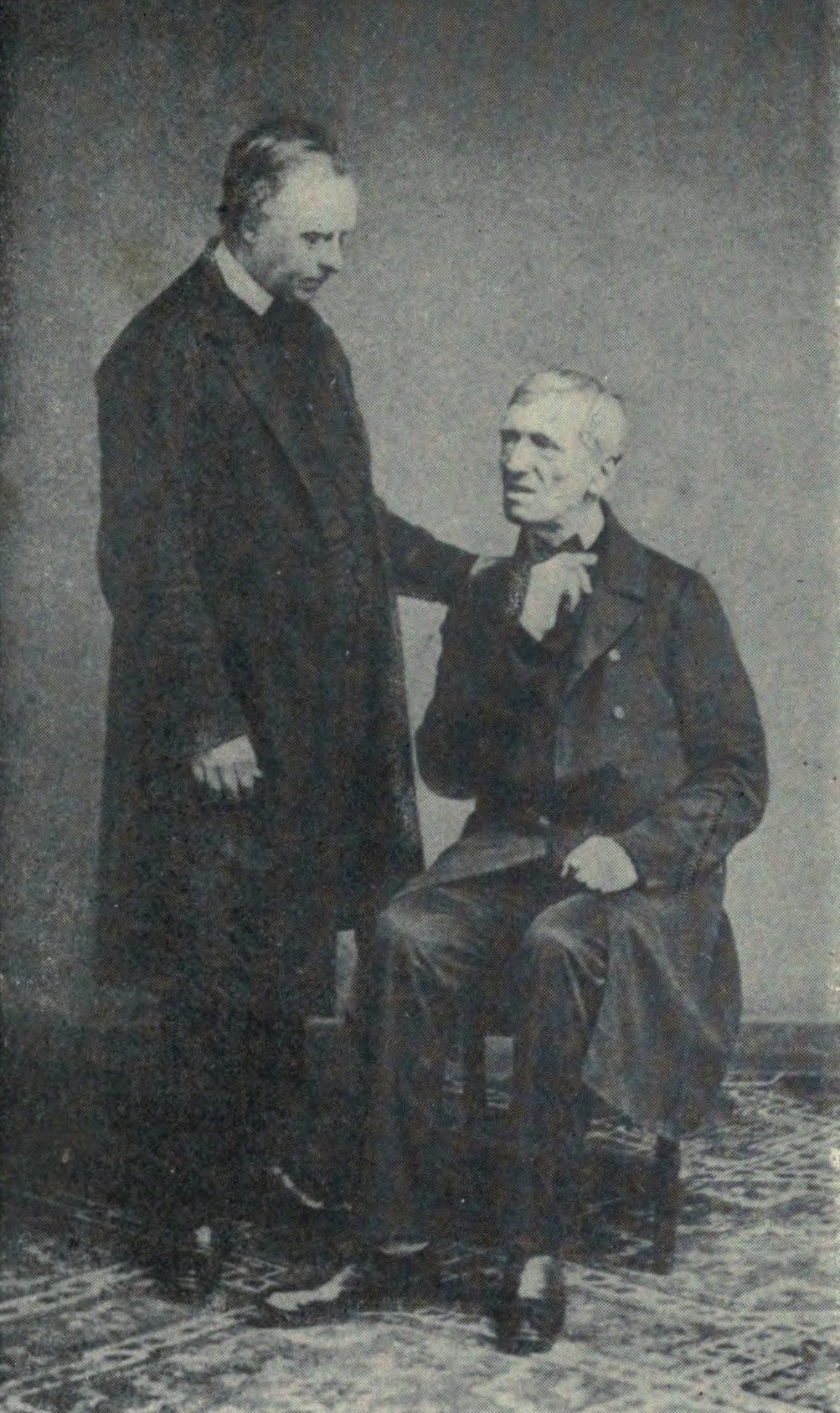
John Henry Newman e Ambrose St. John

La tomba di Newman a Rednal fu aperta il 2 ottobre 2008. Si era sperato che il suo corpo fosse stato sepolto in una bara di piombo e fosse stato così ben preservato, ma l'esumazione rivelò che Newman era stato sepolto in una bara di legno e che il suo corpo si era completamente decomposto; non c'erano resti umani. Gli unici reperti recuperati, tra cui una targa, erano di legno, ottone e stoffa. Questi reperti, insieme ad una ciocca di capelli, che era stata inviata a Sullivan prima dell'inspiegabile guarigione (ed era stata sempre in possesso dell'Oratorio di Birmingham), sono stati collocati in una bara di vetro per una Veglia di accoglienza. Le reliquie furono poi solennemente poste nella Cappella di San Carlo Borromeo situata alla destra del Santuario. Resteranno nella Cappella mentre il processo di Beatificazione continuerà a Roma. I Padri dell'Oratorio di Birmingham hanno deciso che lo speciale sarcofago italiano di marmo verde non sarà posto tra le colonne che stanno davanti all'Holy Souls' Altar nella chiesa dell'Oratorio, come Birmingham aveva originariamente deciso.

### Controversia
La proposta di spostare il corpo di Newman fece arrabbiare alcuni sostenitori dei diritti dei gay, che videro in ciò un tentativo di separare deliberatamente Newman dal suo intimo compagno Ambrose St. John, con cui era stato sepolto in accordo ai suoi personali desideri. Nella loro visione, questo era per minimizzare deliberatamente l'intensa natura della relazione tra i due uomini, che erano stati compagni per 30 anni. Peter Tatchell entrò nel dibattito con un articolo sul The Times il 19 agosto del 2008, accusando il Vaticano di "vandalismo morale", e rinnovò la sua critica sul programma del Sunday sulla BBC Radio 4 il 24 agosto 2008. In risposta, il Vaticano incaricò Ian Ker, un teologo all'Università di Oxford, di respingere le accuse in un articolo per il giornale del Vaticano, L'Osservatore Romano.
Tatchell continuò a criticare l'Home Office di collusione col Vaticano. In base alla sua interpretazione di documenti pesantemente censurati rilasciati a lui sotto la Freedom of Information Act, Tatchell sostene che la Chiesa Cattolica aveva «posto il governo sotto una pressione sostenuta» per ottenere l'autorizzazione a riesumare il corpo.
Tuttavia, Ker e Paul Chavasse, l'attuale rettore dell'Oratorio di Birmingham, sostengono che Newman sarebbe stato contento di sottomettersi ai desideri del Vaticano in qualunque cosa chiedesse, non importa i suoi precedenti desideri - Newman aveva dichiarato «Io desidero, con tutto i mio cuore, di essere sepolto nella tomba del Fratello Ambrose St. John - e io do ciò come mio ultimo, imperativo volere», egli scrisse, aggiungendo poi: «Perciò io confermo e insisto riguardo a ciò».

### Verso la canonizzazione
Sotto il pontificato di papa Francesco, il processo di canonizzazione è avanzato con l'approvazione, da parte del pontefice, del secondo miracolo analizzato dalla Congregazione delle Cause dei Santi in data 11 febbraio 2019, avente per oggetto la guarigione di Melissa Villalobos, una mamma di famiglia di Chicago affetta da giorni da una copiosa emorragia addominale. Il 15 maggio 2013, nel momento più drammatico, esclamò "Cardinale Newman aiutami", e in modo istantaneo avvenne il definitivo arresto dell'emorragia. La Consulta Medica, il 1º marzo 2018,  giudicò la guarigione istantanea, perfetta, duratura e non spiegabile scientificamente. John Henry Newman fu canonizzato il 13 ottobre 2019.